# Eyalato de Ankara
El eyalato de Ankara o Angora, también conocido como Bosok o Bozok (en turco otomano: ایالت آنقره; Eyālet-i Ānḳara‎) fue un eyalato del Imperio otomano. 

## Divisiones administrativas
Sanjacados del Eyalet a mediados del siglo XIX:
1. Sanjacado de Kayseri (Cesarea)
2. Sanjacado de Bozok (Yozgat)[1]
3. Sanjacado de Angora (Ankara)
4. Sanjacado de Kiangri (Cangara)